# Léopold Anoul
Léopold Anoul (Saint-Nicolas, 19 agosto 1911 – Liegi, 11 febbraio 1990) è stato un allenatore di calcio e calciatore belga, di ruolo attaccante.

## Carriera
Ha partecipato con la nazionale belga ai Mondiali 1954.

## Palmarès

### Giocatore

#### Competizioni nazionali
- Campionato belga: 3

RFC Liegi: 1951-1952, 1952-1953
Standard Liegi: 1957-1958